# Elisa Di Francisca
Elisa Di Francisca (13 de desembre de 1982 a Jesi) és una esgrimista italiana especialista en floret. Ha guanyat dues medalles olímpiques d'or a Londres 2012 (en el floret individual i en el floret per equips) i una de plata a Rio 2016 (floret individual).
Ha estat campiona mundial de floret individual al Campionat Mundial de 2010 celebrat a París; també suma una medalla de plata (2009) i dues medalles de bronze (2011 i 2013) en l'individual i quatre medalles d'or (2004, 2009, 2010 i 2013) i tres de plata (2006, 2011 i 2016) en la categoria per equips.